# Salah Abdel Shafi

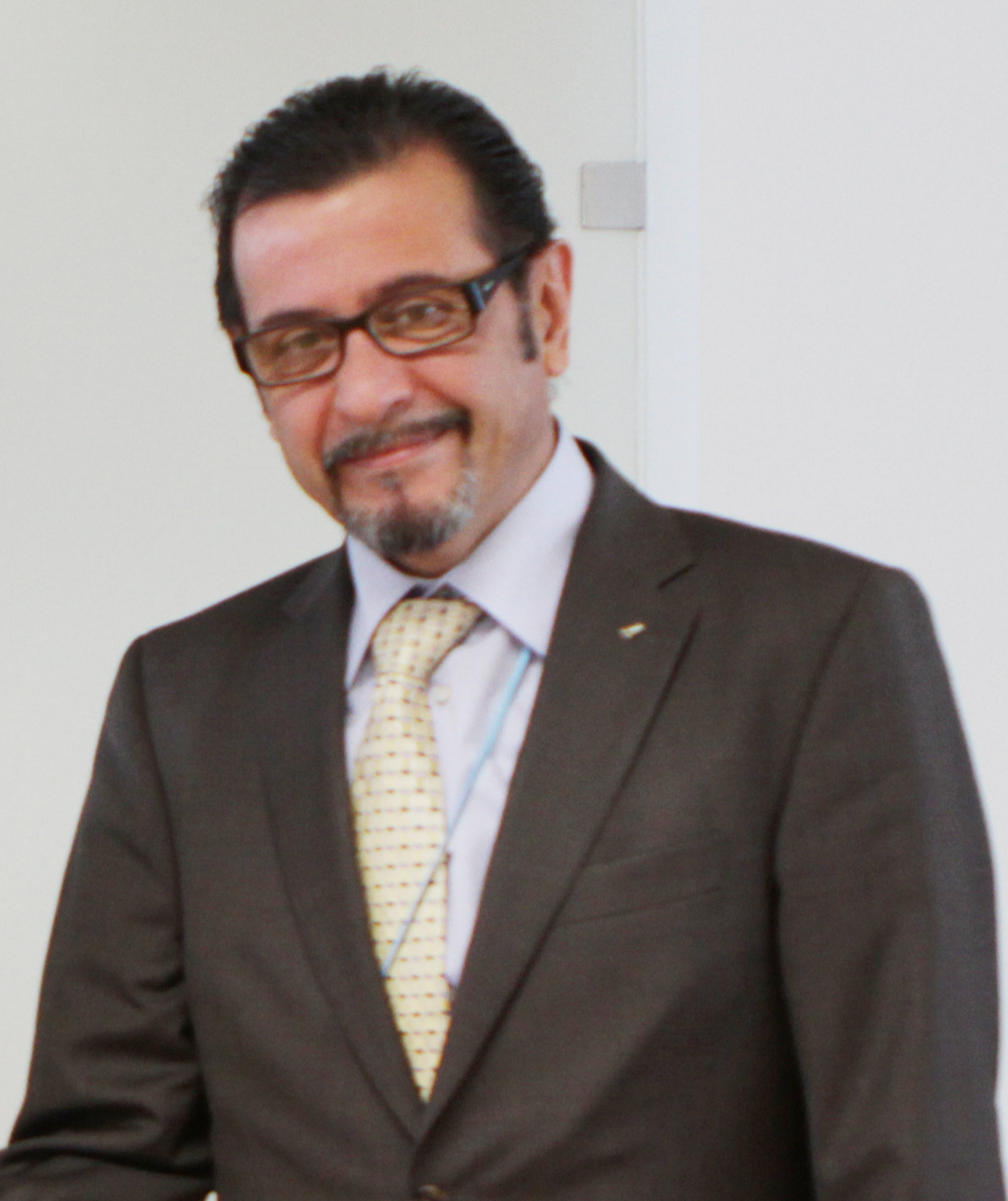
Salah Abdel-Shafi

Salah Abdel Shafi (* 1962 in Gaza) ist ein palästinensischer Wirtschaftswissenschaftler und Diplomat.

## Lebenslauf
Abdel Shafi ist der Sohn des palästinensischen Politikers Haidar Abdel-Shafi.
Er studierte Wirtschaftswissenschaften an der Hochschule für Ökonomie Berlin und schloss seine akademische Ausbildung 2001 an der John F. Kennedy School of Government der Universität Harvard ab. Er war beteiligt bei der Vorbereitung der Genfer Initiative 2003. Von 2006 bis 2010 war er Generaldelegierter der Palästinensischen Autonomiegebiete in Stockholm, Schweden.
Von August 2010 bis August 2013 war er Botschafter Palästinas und Leiter der Diplomatischen Mission Palästinas in Deutschland.
Er ist seit September 2013 palästinensischer Botschafter in Österreich, seit 15. Oktober 2014 auch in Slowenien, und ständiger Vertreter bei den in Wien ansässigen internationalen Organisationen.